# Blanca Cotta
Blanca Helena Cotta de Geronés (Buenos Aires; 14 de marzo de 1925-28 de agosto de 2019), más conocida como Blanca Cotta, fue una cocinera, periodista, profesora en Letras, guionista, humorista gráfica y dibujante argentina.

## Biografía
Creció y vivió en Quilmes. Se recibió de maestra con medalla de oro y luego de profesora de Letras en la Escuela Normal N.° 1. Fue preceptora y profesora en las Escuelas Normales N.° 4 y 7 de la Capital Federal, hasta que en 1953 se convirtió en la Secretaria de Redacción de la revista Mucho gusto, cargo en el que se mantuvo hasta 1960. Ese año asumió la conducción y autoría del guion del programa Buenas tardes, mucho gusto, que se transmitía por Canal 13, hasta 1968.[7][8]
Buena parte de su trayectoria profesional se desarrolló al interior del Grupo Clarín, donde participó como autora, guionista e ilustradora de los programas infantiles Juguemos en el patio y Juguemos en el 13. También escribió y colaboró en Clarín Revista durante cinco décadas con su emblemática columna “De aquí, de allá y de mi abuela también", y en los suplementos "Para todos", en la columna "Para la patrona" en Clarín Rural y en el suplemento "Ollas & Sartenes" del diario Clarín. Escribió, para la misma empresa, letras de canciones para los discos "Canela canta las reglas de ortografía" y "Canción para mamá". Publicó además una gran cantidad de libros de cocina, ilustrados por ella. Escribió recetas de cocina, para las cuales hizo las ilustraciones, en la sección "Comiditas" para la popular revista infantil Anteojito.

Mi intención ha sido siempre tomar el hecho de cocinar con un alto sentido del humor y optimismo, y simplificar la manera de hacerlo.

Falleció el miércoles 28 de agosto de 2019 a los noventa y cuatro años. Su último artículo en la revista Viva fue publicado el domingo 25 de agosto de 2019, aunque la sección continuó publicándose luego de su fallecimiento hasta el 15 de septiembre.
En marzo de 2023, su nieta, María Alejandra se presentó al reality culinario MasterChef Argentina para brindarle reconocimiento a su abuela pero finalmente no fue seleccionada.

## Libros
Durante su carrera, Blanca Cotta fue autora de varios libros de cocina. Muchos de ellos se publicaron como fascículos para coleccionar.
- Blanca Cotta. Todas las recetas. El libro definitivo.[10]
- La cocina casera de Blanca Cotta.
- Cocina argentina por Blanca Cotta.
- Libro de cocina al vino blanco.
- Cocinar con el corazón (en coautoría con Graciela Skilton Cotta).
- Manual de cocina argentina.
- El gran libro Clarín de las tortas.